# Renato Dulbecco
Renato Dulbecco (n. 22 februarie 1914, Catanzaro, Calabria, Italia – d. 19 februarie 2012, La Jolla, California, SUA) a fost un virolog italo-american care a câștigat Premiul Nobel pentru Fiziologie sau Medicină în 1975 pentru cercetarea oncovirusurilor, care sunt viruși care pot provoca cancer atunci când infectează celulele animale. A studiat la Universitatea din Torino sub conducerea lui Giuseppe Levi, fiind coleg cu Salvador Luria și Rita Levi-Montalcini, care au plecat în SUA cu el.
Dulbecco și colaboratorii săi au demonstrat că infectarea celulelor normale cu anumite tipuri de viruși (oncovirusuri) a dus la încorporarea genelor derivate din virus în genomul celulei gazdă și că acest proces a dus la dobândirea unui fenotip tumoral din acele celule. Transferul genelor virale către celulă este mediat de o enzimă numită transcriptază inversă.
Oncovirușii sunt cauza unor forme de cancer. Mai mult, mecanismele de carcinogeneză mediate de oncovirusuri seamănă foarte mult cu procesul prin care celulele normale degenerează în celule canceroase. Descoperirile lui Dulbecco au dus la o înțelegere a genezei cancerului.